# 約翰·西蒙·埃德蒙德森
約翰·西蒙·埃德蒙德森（1991年7月26日—）是一位法羅群島足球運動員，場上司职中場与前鋒，現效力於比利時甲組聯賽B球隊華斯蘭比華倫，并代表法罗群岛參加国际比賽。